# ACM 电脑分类系统
ACM电脑分类系统（ACM Computing Classification System，CCS）是由美国计算机协会(ACM)设计的计算学科分类系统。该系统在范围、目标和结构上可与数学学科分类标准(MSC)相媲美，因此被各种ACM期刊用于按区域组织主题。

## 历史
该系统历经七次修订，第一版于1964年发布，于1982年、1983年、1987年、1991年、1998年修订，目前最新的版本于2012年修订。

## 结构
它按层次结构分为四个层次。例如，层次结构的一个分支包含：
计算方法
人工智能
知识表示与推理
本体工程